# Aziz Abbes Mouhiidine
Aziz Abbes Mouhiidine (Solofra, 6 ottobre 1998) è un pugile italiano.

## Biografia

### Vita privata
Il padre di Aziz, di origine marocchina, trasferitosi in Italia per laurearsi in ingegneria, conobbe la madre a Mercato San Severino, in provincia di Salerno.

### Carriera sportiva
Mouhiidine comincia a praticare karate all'età di tre anni. Dopo pochi anni inizia anche la pratica della kickboxing e del pugilato.
A 13 anni vince il Campione Italiano Schoolboy nella categoria fino a 68 chilogrammi, nel 2013 arriva secondo al Torneo Azzurrini Junior fino a 75 kg, competizione che vince l'anno successivo nella categoria sopra gli 80kg.
Nel 2014 gareggia nella categoria Youth (17-18 anni) ai Campionati mondiali fermandosi ai quarti, ad un passo dalla medaglia. Nel 2017, al suo primo anno nella categoria Elite, combatte nella categoria sopra i 91kg vincendo il Torneo Guanto d'oro elite e si classifica secondo al Campionato Italiano di Gorizia. Il 31 gennaio 2021, ad Avellino, si laurea campione italiano fino ai 91 kg.
A 18 anni, nel 2017, conquista il bronzo nella categoria supermassimi ai Campionati europei Under-22 di Brăila, in Romania e l'anno seguente, sempre in Romania, si laurea campione Europeo Under 22 dei pesi massimi a Târgu Jiu. Dopo pochi mesi conquista la medaglia d'oro ai Giochi del Mediterraneo di Tarragona e a fine anno vince i Campionati di pugilato dilettanti dell'Unione europea 2018 di Valladolid.
Il 14 giugno 2018 è stato arruolato come allievo agente di Polizia di Stato ed è entrato a far parte del Gruppo Sportivo Fiamme Oro.
Ai Mondiali di Belgrado 2021 diventa vice campione del mondo dei pesi massimi, vincendo tutti gli incontri 5 a 0 e perdendo solo in finale contro il cinque volte iridato e doppio oro olimpico Julio César la Cruz.
Nel 2022, ai Campionati europei di Erevan, si laurea campione della categoria battendo tutti gli avversari per 5-0.
Ai Campionati mondiali di Tashkent 2023 elimina in successione il campione asiatico Aibek Oralbay, l'ecuadoriano Julio Castillo, il tagiko Davlat Boltaev e l'armeno Narek Manasyan, prima di arrendersi in finale al russo Muslim Gadzhimagomedov, laureandosi quindi di nuovo vice campione della categoria dei pesi massimi.

## Palmarès
- Mondiali

2021 - Belgrado: argento.
2023 - Tashkent: argento.
- Europei

2022 - Erevan: oro.
- Giochi europei

2023 - Cracovia: oro.
- Campionati dell'Unione europea

2018 - Valladolid: oro.
- Giochi del Mediterraneo

2018 - Tarragona: oro.
2022 - Orano: oro.